# 4505 Okamura
4505 Okamura eller 1990 DV1 är en asteroid i huvudbältet som upptäcktes den 20 februari 1990 av den japanska astronomen Tsutomu Seki vid Geisei-observatoriet. Den är uppkallad efter Keiichiro Okamura.
Asteroiden har en diameter på ungefär 18 kilometer och den tillhör asteroidgruppen Eos.